# Segunda revolución de supercuerdas
La segunda revolución de supercuerdas se refiere al conjunto innovaciones en la teoría de cuerdas que ocurrió aproximadamente entre 1994 y 1997 y que llevaron a la aceptación final de la teoría de cuerdas por parte de la comunidad de físicos de partículas ajenos a la teoría de cuerdas.
Las diversas versiones de la teoría de supercuerdas fueron unificadas, según se esperaba desde hacía tiempo, por nuevas equivalencias.  Éstas se conocen como dualidad-S, dualidad-T, dualidad-U, simetría especular, y transiciones de conifold.  Las diversas teorías de cuerdas también fueron conectadas con una nueva teoría 11-dimensional llamada teoría M.
Nuevos objetos llamados branas fueron captados como ingredientes inevitables de la teoría de cuerdas.  Su análisis —especialmente el análisis de un tipo especial de branas llamadas D-branas— condujo a la correspondencia AdS/CFT, a la comprensión microscópica de las propiedades termodinámicas de los agujeros negros, y a muchos otros progresos.